# MATADOR (гранатомет)
RGW-90 MATADOR — це сімейство одноразових ручних протитанкових гранатометів, розроблених у співпраці Німеччини, Ізраїлю та Сінгапуру. Це оновлена версія німецько-сінгапурського гранатомета Armbrust і працює за тими ж принципами. Розробка почалася в 2000 році, і MATADOR з часом має замінити Armbrust, який перебуває на озброєнні з 1980-х років. Гранатомет був розроблений спільно Збройними силами Сінгапуру (SAF) і Агентством оборонної науки і технологій (DSTA) у співпраці з Rafael Advanced Defense Systems та спільною командою Dynamit Nobel Defense (DND).
Назва MATADOR утворена словозлиттям — Man-portable Anti-Tank, Anti-DOoR, а RGW (англ. Recoilles Grenade Weapon — безвідкотна гранатометна зброя) є назвою від компанії-виробника DND. Зустрічається також позначення PZF-90 (нім. Panzerfaust) від Rafael.

## Можливості
MATADOR є одним з найлегших РПГ у своєму класі. Боєголовка ефективна як проти броні автомобіля, так і проти цегляних стін. Зброя виробляє слабкий реактивний струмінь позаду, що робить її безпечною для роботи в обмеженому просторі.
Передбачається, що MATADOR здатний здолати броню більшості відомих бронетранспортерів і легких танків у світі. Боєголовка подвійної здатності, коли діє в режимі затримки, створює отвір більше 450 мм (18 дюймів) у діаметрі в подвійній цегляній стіні і діє як протипіхотна зброя проти тих, хто знаходиться за стіною, пропонуючи нетрадиційні засоби входу під час бойових дій у населених пунктах.
Стверджується, що снаряд MATADOR нечутливий до вітру через його рухову систему, що дозволяє відносити його до високоточних систем зброї.

### Боєголовка
Бойова частина може використовуватися як в режимах кумулятивної протитанкової (HEAT), так і в режимах бронебійно-фугасної (HESH) проти броні та стін або інших укріплень відповідно. Вибір здійснюється шляхом висунення «зонда» (скоріше за все, розширювача запобіжника) для режиму HEAT і залишення «зонда» втягненим для режиму HESH.

### Система «контрмаси»
Подібно до Armbrust, контрмаса протидіє віддачі зброї при пострілі. Контрмаса складається з подрібненого пластику, який при пострілі випускається із задньої частини зброї. Цей пластик швидко сповільнюється через опір повітря, що дозволяє безпечно стріляти зі зброї в закритому просторі. Крім того, розташування протимаси враховує центр ваги зброї, щоб забезпечити гарний баланс для кращої точності.

## Варіанти

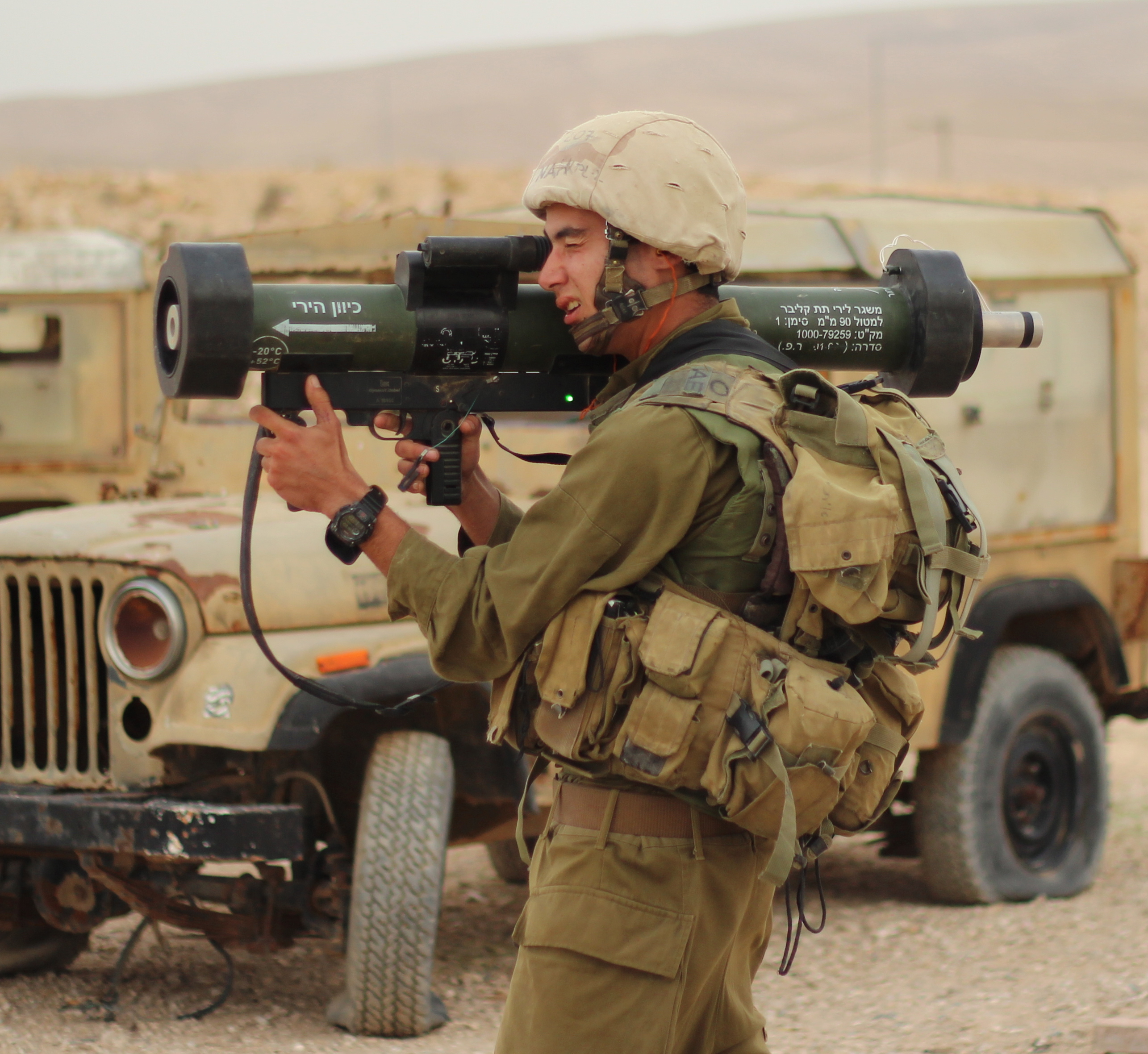
Ізраїльський солдат з MATADOR

Подальші варіанти MATADOR також були розроблені Rafael і Dynamit Nobel Defence, призначені в основному для використання проти споруд солдатами, які працюють у щільному міському середовищі.
Варіанти Dynamit Nobel Defense на 2023 рік:

### RGW 60
RGW 60 — зменшений однорежимний 60-мм гранатомет. 
- RGW 60 HEAT: кумулятивний протитанковий снаряд. Призначений проти ББМ та легкої техніки. Вага: 5.8 кг, дальність: 300 м, довжина: 88 см.
- RGW 60 HEAT-MP: кумулятивно-уламковий снаряд. Призначений проти ББМ та легкої техніки. Вага: 5.8 кг, дальність: 300 м, довжина: 88 см.
- RGW 60 HESH: бронебійно-фугасний снаряд. Призначений проти ББМ та легкої техніки. Вага: 6.1 кг, дальність: 200 м, довжина: 88 см.
- RGW 60 ASM: протиконструкційний снаряд. Призначений проти польових укріплень та бетонних стін. Вага: 6.7 кг, дальність: 300 м, довжина: 104 см.

### RGW 90
RGW 90 — стандартний 90-мм гранатомет.
- RGW 90 HH: кумулятивний/бронебійно-фугасний залежно від режиму. Призначений проти танків, легкої техніки та будівель. Вага: 7.5 кг, дальність: 500 м, довжина: 96/108 см.
- RGW 90 HH-T: кумулятивний/бронебійно-фугасний тандемний залежно від режиму. Призначений проти танків, легкої техніки та будівель. Вага: 8 кг, дальність: 600 м, довжина: 96/115 см.
- RGW 90 LRMP: уламково-фугасний з підвищеною дальністю. Призначений проти живої сили, легкої техніки та будівель. Вага: 8.9 кг, дальність: 600 м (удар)/1200 м (підрив у повітрі), довжина: 100 см.
- RGW 90 ASM:  протиконструкційний снаряд. Призначений проти польових укріплень, бетонних стін та бронетехніки. Вага: 8.7 кг, дальність: 500 м, довжина: 100 см.
- RGW 90 Illum: освітлювальний, в ІЧ або видимому спектрі. Освітлює місцевість в радіусі 500 метрів протягом 40 секунд. Вага: 9.2 кг, дальність: 350–1200 м, довжина: 100 см.
- RGW 90 Smoke: червонофосфорний димовий снаряд. Створює димову завісу на 5 секунд проти ІЧ та 20-30 секунд візуально. Вага: 8.9 кг, дальність: 1200 м, довжина: 100 см.

### RGW 110
RGW 110 — перспективний 110-мм гранатомет. 
- RGW 110 HH-T: кумулятивний/бронебійно-фугасний тандемний залежно від режиму. Призначений проти танків, легкої техніки та будівель. Планується як наступник PzF 3, але легший на ~3 кг та з дальністю в 800 м.

Варіанти Rafael Advanced Defense Systems: 
- MATADOR-MP: багатоцільова зброя з боєголовкою, ефективна проти різноманітних наземних цілей, від легкої бронетехніки до укріплених позицій та міських стін. Як і у початкового MATADOR, це досягається за допомогою дворежимного запобіжника, який був удосконалений на MATADOR-MP таким чином, що тепер він автоматично розрізняє жорсткі та м'які цілі, а не вимагати від оператора ручного вибору. Спеціальний прицільний пристрій, встановлений на рейці Пікатінні, містить рефлекторний приціл і лазерний далекомір для забезпечення високої ймовірності влучення. Вага: 11.3 кг, дальність: 500 м.[3]
- MATADOR-WB: спеціалізована зброя для прориву стіни, що містить боєголовку вибухового кільця (EFR), яка пробиває отвір розміром з людину, від 75 см до 100 см поперек, у типових міських стінах. Вага: 13 кг, дальність: 120 м[13].
- MATADOR-AS: протиконструкційна зброя з удосконаленою тандемною боєголовкою, яку також можна встановити в один з двох режимів. У режимі боротьби з укріпленням використовується посилений ефект вибуху для ураження споруд і укріплень, тоді як режим проникнення/«нора» руйнує легку броньовану техніку та створює «мишачі нори» в міських стінах[4]. MATADOR-AS замовлений Британською армією і перебуває на озброєнні з 2009. Вага: 10 кг, дальність: 400 м[14].

## Країни-оператори
- Бельгія: 2013 року замовлено 111 RGW90 AS.[15] В січні 2022 року Міністерство оборони Бельгії зробило замовлення на €19 млн на декілька партій RGW90 з доставкою до кінця року.[16][17]
- ФРН: Сухопутні війська Німеччини замовив 1000 MATADOR-AS під назвою RGW90 AS із масштабованими протиструктурними боєприпасами[18]. Німецька армія використовує LRMP версію (розмір: 1,2 м) під позначенням «Wirkmittel 90». В кінці 2020, німецька армія замовила 3 000 різних типів «Wirkmittel 90»[19].
- Ізраїль: Збройні сили Ізраїлю[20][21].
- Мексика: Варіант RGW60, приблизно 3000 одиниць[22].
- Саудівська Аравія: Місцеве позначення RGW90[23].
- Сінгапур: Для заміни Armbrust[24].
- Словенія: Сухопутні війська Словенії, місцеве позначення RGW 90.[25]
- : Британська армія замовила версію MATADOR-AS[14].
- В'єтнам: Використовується в військово-морських силах[26].
- Угорщина: планується спільне виробництво та закупівля RGW 110[12].
- Україна: близько 8000 придбано станом на червень 2022 та 7944 отримано від Німеччини на листопад 2022[27].

### Угорщина
В грудні 2022 року Угорщина стала першим замовником перспективних RGW 110. N7 Holding побудує завод в Кішкунфеледьгазі для виробництва транспортно-пускових контейнерів для RGW 90 та RGW 110.

### Україна

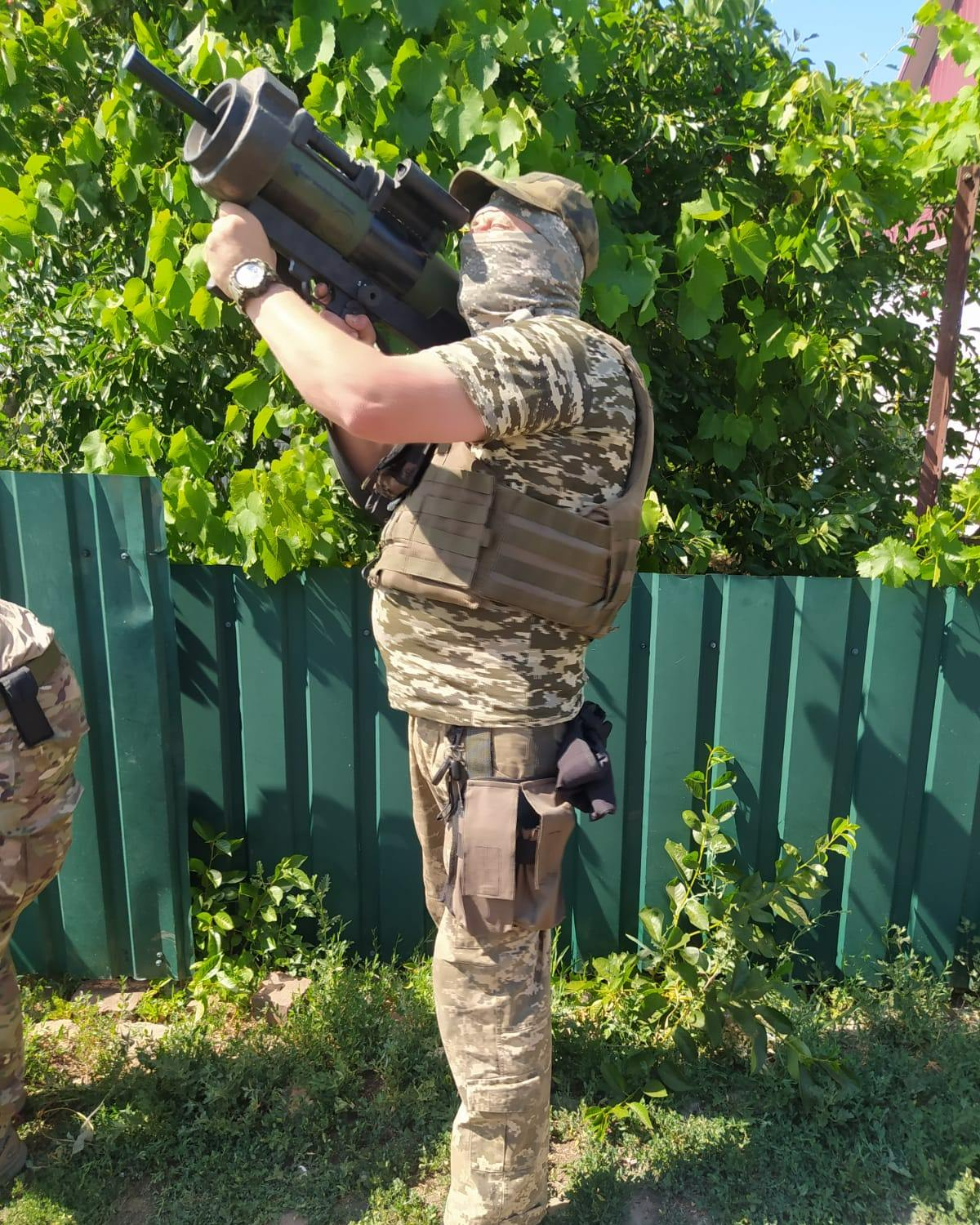
Солдат 110-ї бригади ТРО ЗСУ з гранатометом MATADOR, вересень 2022 р.

26 березня 2022 року до Збройних сил України надійшла перша партія з 2650 одиниць, а до кінця травня 2022 року планується надходження меншими партіями ще 2450 одиниць.
17 травня 2022 року німецьке видання Der Spiegel повідомило, що протягом попередніх двох тижнів з Німеччини до України надійшло 2450 одноразових ручних протитанкових гранатометів RGW-90, 1600 протитанкових мін спрямованої дії DM22 та 3000 протиднищевих мін DM31.
Наприкінці червня 2022 року німецький тижневик Welt am Sonntag повідомив про закупівлю Україною безпосередньо у виробника ще 2900 одиниць RGW 90: тобто, кількість придбаних склала близько 8000.